# Brachystoma longirostris
Brachystoma longirostris är en tvåvingeart som först beskrevs av Macquart 1823.  Brachystoma longirostris ingår i släktet Brachystoma och familjen Brachystomatidae.
Artens utbredningsområde är Frankrike. Inga underarter finns listade i Catalogue of Life.